# Carlos Vallejos
Carlos Luis Vallejos Barriocanal (Asunción, 30 gennaio 1992) è un cestista paraguaiano.

## Carriera
Con il Paraguay ha disputato i Campionati americani del 2013.